# گمینا بژژنو
گمینا بژژنو (به لهستانی:  Gmina Brzeżno) یک گمینا در لهستان است که در شهرستان شویدوین واقع شده‌است. گمینا بژژنو ۱۱۰٫۸۴ کیلومتر مربع مساحت و ۲٬۸۵۶ نفر جمعیت دارد.